# 路易斯·卡雷罗·布兰科
路易斯·卡雷罗·布兰科（西班牙語：Luis Carrero Blanco，1904年3月4日—1973年12月20日），是一位西班牙海军军官和政治家。曾担任西班牙首相、并拥有海军上将军衔。生前为西班牙独裁者佛朗哥的密友和心腹。1973年6月担任首相，直到1973年12月20日死于埃塔组织的暗杀。
20世纪初期布兰科参加了里夫战争，以及后来的西班牙内战，在内战中中他支持佛朗哥以及长枪党，此后的30多年间成为佛朗哥的心腹和政治上的得力助手，是佛朗哥独裁政权权力结构中最高位的人物之一，在其整个政治生涯中担任过多个高级职位，作为主要起草人制定了 1947 年西班牙的国家元首继承法，1967年至1973 年出任西班牙政府副主席（副总理），并最终于1973年6月9日接替佛朗哥出任西班牙政府主席一职，成为政府首脑。
1973年12月20日，埃塔组织经过长期跟踪，查明了布兰科的活动规律和轨迹，在布兰科定期参加弥撒的必经道路下秘密挖掘了一条地道，在爱尔兰共和军炸弹专家的技术支援下，制作了一个1500磅TNT装药的遥控聚能定向爆炸装置埋设于地道终端。当布兰科在驾驶汽车返回马德里途中，ETA引爆爆炸装置。爆炸冲击波将汽车炸飞向空中约20米，超过旁边的一栋五层楼建筑，终年69岁。死后追授卡雷罗布兰科公爵的贵族头衔。
此次暗杀使佛朗哥在政治上失去了一个强有力的支持者和未来潜在的接班人。有人认为此次暗杀“改变了西班牙的历史”。
這次暗殺也讓人戲稱布蘭科為“西班牙第一個太空人”。

## 人物生平
卡雷罗·布兰科1904年3月4日出生于西班牙坎塔布里亚桑托尼亚。后进入海军学院，1918年是参加了里夫战争。
1929年时，卡雷罗·布兰科与María del Carmen Pichot y Villa 结婚，他们先后有了五个孩子。
西班牙内战爆发后，卡雷罗·布兰科加入佛朗哥一派。